# Arcis-sur-Aube
Arcis-sur-Aube è un comune francese di 3 099 abitanti situato nel dipartimento dell'Aube nella regione del Grand Est.
Ha dato i natali a Georges Jacques Danton, uno dei protagonisti della Rivoluzione francese.

## Storia

### Battaglia di Arcis-sur-Aube
Il 20 marzo 1814, Arcis è stata il teatro di una sanguinosa battaglia fra Napoleone I e gli Austro-Russi comandati dal Principe di Schwarzenberg. Durante la battaglia, una parte della città venne bruciata. Per commemorare la partecipazione dei Cosacchi dell'armata russa allo scontro, una cittadina d'Ucraina (Artsyz) e anche un villaggio a sud degli Urali portano il nome di "Arcis".

## Società

### Evoluzione demografica
Abitanti censiti

## Amministrazione

### Gemellaggi
- Gomaringen, dal 1976